# Jacob Artist
Pour les articles homonymes, voir Artist.
 (octobre 2012).
Si vous disposez d'ouvrages ou d'articles de référence ou si vous connaissez des sites web de qualité traitant du thème abordé ici, merci de compléter l'article en donnant les références utiles à sa vérifiabilité et en les liant à la section « Notes et références ».
Jacob Artist est un acteur, chanteur et danseur américain, né le 17 octobre 1992.
Il est principalement connu pour avoir interprété le rôle de Jake Puckerman, le frère de Noah Puckerman, dans les saisons 4, 5 et 6 de la série télévisée Glee.

## Biographie
Il grandit à New York avec un père afro-américain et une mère d'origine polonaise. Il est diplômé avec les honneurs de l'école Williamsville South High School (en). Il commence la danse à cinq ans, fait de nombreuses compétitions jusqu'à la fin de ses études secondaires et est accepté à la Juilliard School, dans la section danse, mais préfère aller à Los Angeles pour entamer son métier d'acteur. 

## Carrière
Il commence sa carrière en 2011 avec un épisode des Aventures de Bucket et Skinner. Il fait d'autres apparitions à la télévision, comme en 2012 dans Melissa and Joey.
Il achète une guitare quelques mois avant d'être engagé dans la série Glee, où il prête ses traits à Jake, mais ne sait jouer parfaitement que les accords. De ce fait, il doit apprendre spécialement les notes de Never Say Never, ce qu'il décrit comme ayant été assez difficile et que ce fut un soulagement pour lui lorsque la scène fut finie.
Alors que son rôle devient de moins en moins important dans la saison 5 et qu'il est seulement invité dans la saison 6, il s'aventure en 2013 au cinéma, il fait partie de la distribution du film de science-fiction The Philosophers de John Huddles ; et en 2014, où tient un petit rôle dans le drame psychologique indépendant White Bird de Gregg Araki. 
En 2015, il revient à la télévision pour un rôle récurrent dans la saison inaugurale de la série thriller Quantico : Brandon Fletcher. 
En novembre 2016, il incarne Todd Connors dans le neuvième épisode de la sixième saison d'American Horror Story.

## Filmographie

### Cinéma
- 2013 : The Philosophers/After the Dark : Parker
- 2014 : White Bird (White Bird in a Blizzard) : Oliver
- 2015 : Here and Now : Cowboy
- 2017 : The Party Crasher : Jason

### Télévision
- 2011 : Les Aventures de Bucket et Skinner : Jimmy
- 2012 : How to Rock : Dean Hollis
- 2012 : Les Naufragés du lagon bleu (Blue Lagoon: The Awakening) : Stephen Sullivan
- 2012 : Melissa and Joey : Cameron
- 2012 - 2014 : Glee : Jake Puckerman (principal)
- 2015 - 2016 : Quantico : Brandon Fletcher (récurrent)
- 2016 : American Horror Story: Roanoke : Todd Allan Connors (invité)
- 2017 : The Arrangement : Wes Blaker (récurrent)
- 2019 : Now Apocalypse : Isaac